# Neuer Henninger-Turm
Der Neue Henninger-Turm ist ein Wohnhochhaus in Frankfurt am Main-Sachsenhausen. Sein Bau begann am 15. Juni 2014 auf dem Grundstück des vormaligen Henninger-Turms mit dem Guss der Betonplatte für ein 140 Meter hohes Gebäude, das sich am Erscheinungsbild des 2013 abgerissenen Henninger-Turms orientiert. Der hoch aufragende Hauptkörper mit quadratischem Grundriss und der runde Tonnenaufsatz des ehemaligen Frankfurter Wahrzeichens werden zitiert, so dass die Silhouette des Vorläuferbaus – aus der Ferne betrachtet – annähernd erhalten bleibt. Der neue Henninger-Turm wurde im Unterschied zum Originalbau näher am Hainer Weg platziert, sein Grundriss ist zudem nicht quadratisch rechteckig und hat einen eckigen anstelle des zuvor runden Halses bekommen, der ein sechsstöckiges „Fass“ anstelle des ursprünglich dreistöckigen Fasses trägt. Zudem dominiert Glas in der Fassade, während der ursprüngliche Henninger-Turm eine weitestgehend von flächigem Beton beherrschte Fassade besaß.
Am 18. Juni 2014 wurde der Grundstein für den neuen Wohnturm mit 207 Luxus-Wohnungen nach den Plänen von Meixner Schlüter Wendt gelegt. Bauträger ist die Firma Actris. Die komplette Fertigstellung des 150 Millionen kostenden Gebäudes sollte ursprünglich im Sommer 2017 erfolgen, verzögerte sich aber bis November 2017. Die Eröffnung des Restaurants „Franziska“ mit Terrasse sowie der restlichen zwei von sieben Gewerbeflächen fand Ende September 2018 statt, wodurch der Bau fertiggestellt wurde.
Auf dem benachbarten Gelände der ehemaligen Brauerei Henninger werden gleichzeitig etwa 800 weitere Wohnungen, Sozialeinrichtungen und ein Einkaufszentrum mit rund 10.000 Quadratmetern Nutzfläche errichtet.